# Psychotria principensis
Psychotria principensis är en måreväxtart som beskrevs av George Taylor. Psychotria principensis ingår i släktet Psychotria och familjen måreväxter. Inga underarter finns listade i Catalogue of Life.